# Reiner Modest
Jan Reiner Modest (født 6. juli 1949 på Frederiksberg, Danmark) er en dansk tidligere roer.
Modest var med i dobbeltfirer ved OL 1980 i Moskva. Bådens øvrige mandskab var Per Rasmussen, Morten Espersen og Ole Bloch Jensen. Danskerne sluttede på en 9. plads ud af 12 deltagende både.